# Василий III
Василий III Иванович (на руски: Василий III Иванович) е велик княз на Московското княжество от 1505 до 1533. Той продължава политиката на баща си Иван III, като централизира управлението и присъединява към княжеството няколко съседни области.

## Произход
Василий III е син на Иван III Велики и София Палеологина, племенница на последния византийски император. Според договор с императора на Свещената римска империя Максимилиан I Василий е първият цар на Руските земи.

## Управление

### Външна политика
Василий III се възползва от затрудненията на литовския велик княз Зигмунт I и през 1512, с помощта на разбунтувалия се литовски княз Михаил Глински, превзема Смоленск, най-важната крепост по източната граница на Литва. През 1522 Зигмунт I е принуден да признае загубата на града. Василий присъединява към Московското княжество и последните автономни руски области – Псков (1510), Волоколамск (1513), Рязан (1521) и Новгород Северски (1522).
Отношенията на Василий III с татарските му съседи са сложни. През 1519 войските на кримския хан Мохамад Гирай достигат до Москва. В същото време Василий успява да наложи влиянието си на изток, като поставя на трона на Казанското ханство подкрепяни от него претенденти.

### Вътрешна политика
Във вътрешната си политика Василий III потиска всяка опозиция или опит за критика към действията му. Той се опитва да ограничава привилегиите на болярите, като много видни фигури са изпратени в изгнание (Василий Шуйски, Иван Воротински) или в затвора (Максим Грък, Васиян Патрикеев) или екзекутирани (Иван Берсен-Беклемишев). Дори московският митрополит Варлаам е отстранен от поста си, защото не подкрепя Василий в борбата му с княз Василий Шемячич.

## Наследник
Голям проблем за Василий става липсата на наследник. През 1526 той изпраща жена си Соломония Сабурова в манастир и се жени за Елена Глинска, племенница на Михаил Глински, а според някои сведения и потомка на сръбските князе. През 1530 тя ражда син, който наследява Василий като Иван IV. Според легендите, Соломония Сабурова също ражда син няколко месеца след изпращането си в манастир.